# Ô

Latinkové písmeno O circumflex (O se stříškou) používané např. ve slovenštině: majuskule a minuskule.

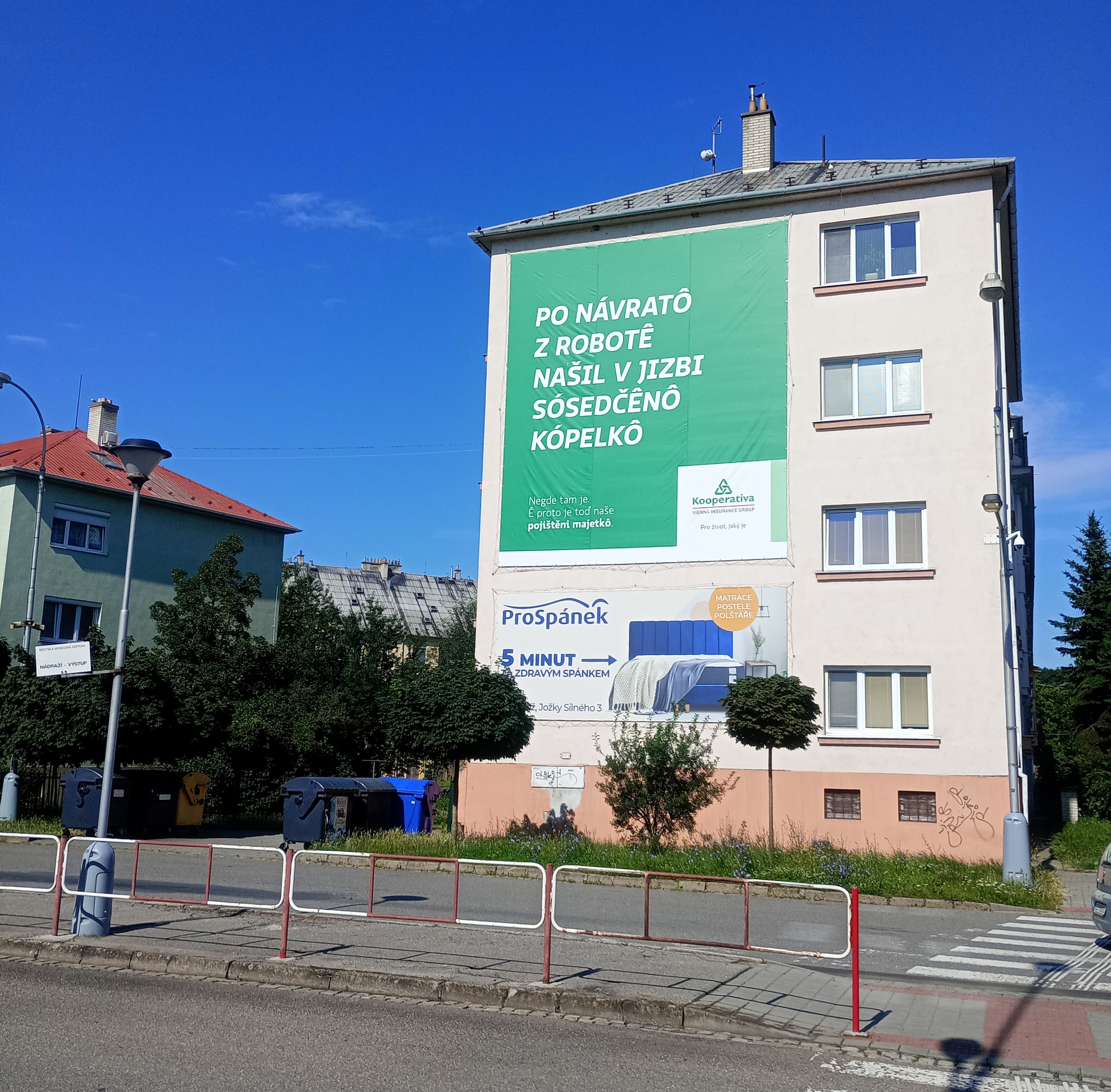
Písmeno Ô viditelné na reklamním plakátě psaném v hanáckém nářečí, Kroměříž

Ô (ô) je písmeno rozšířené latinské abecedy. Jedná se o znak O, doplněný circumflexem (stříškou, vokáněm). V současnosti se používá ve slovenštině, portugalštině, kašubštině, slezštině, francouzštině, norštině (nynorsk), vietnamštině a v některých systémech transliterace indických jazyků. Dříve se používal též v abecedě grónštiny.
Používá se také v některých neoficiálních zápisech hanáckého nářečí, kde značí hlásku O vyslovovanou široce.

## Výslovnost
[uo] – slovenština (např. ve slovech kôň (kůň), stôl (stůl)), a v jedné z abeced slezštiny
[o:] – francouzština, dříve též v grónštině
[o] – vietnamština